# Rooftopping

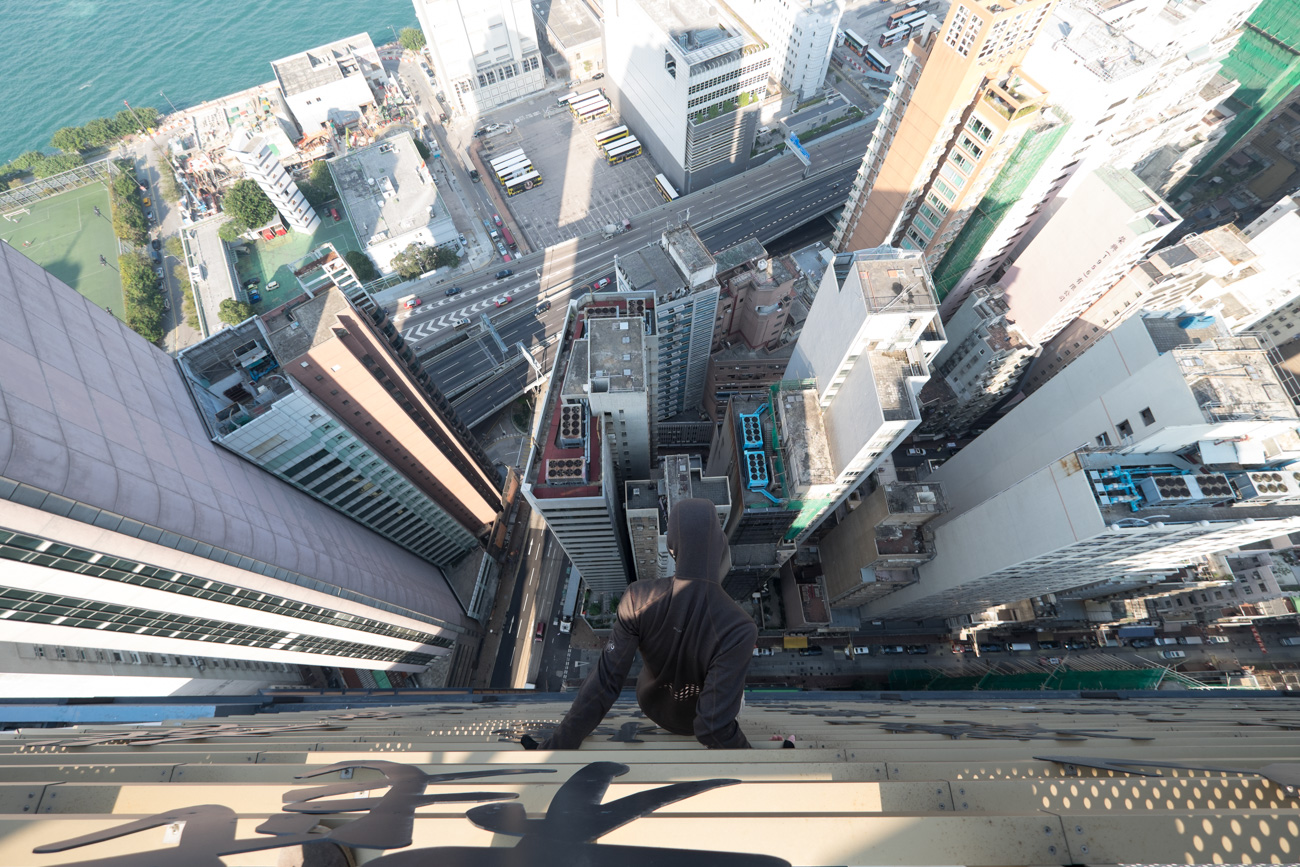
Exempel på rooftopping i Hongkong.

Rooftopping ("takbestigning") eller roofing är en aktivitet som går ut på klättra upp på taket eller till toppen av olika sorters byggnader eller byggnadskonstruktioner som exempelvis skyskrapor, broar, lyftkranar och radiotorn, ofta i urbana miljöer och inte sällan under olagliga former. Fenomenet är en förgrening av urban exploration som går ut på att utforska övergivna byggnader i stadsmiljö.
Rooftopping nådde en topp i popularitet och medieuppmärksamhet i Ryssland omkring 2017, och har även fått stor uppmärksamhet i vissa delar av Östasien (exempelvis Kina och Hongkong). Utövarna av aktiviteten är allt som oftast unga människor, antingen i sena tonåren eller unga vuxna. Under klättringen filmar utövarna ofta sig själva och tar våghalsiga selfies, för att senare kunna lägga ut bedriften till allmän beskådan på egna plattformar på sociala medier.

## Dödsfall
Den 8 november 2017 föll den berömde 26-årige kinesiske rooftopping-utövaren och stuntmannen Wu Yongning, med en miljon följare på den kinesiska delen av internet, mot sin död från den 62 våningar höga skyskrapan Huayuan Hua Centre i Changsha i provinsen Hunan i centrala Kina. Wu Yongning skulle erhålla en summa på 100 000 yuán från en okänd sponsor för bedriften att hänga i armarna från skyskrapan men misslyckades med att ta sig upp och tappade greppet och föll.